# 越南独立运动
越南独立运动（越南语：／），又称越南民族解放运动（越南语：／），指的是越南19世纪末至20世纪初这一段时间里反抗殖民统治、争取民族解放的一系列独立运动的统称。

## 歷史沿革
19世纪中叶，由于越南在北圻战役中战败，逐渐成为法国势力圈。1885年，清朝在中法战争之后承认越南为法国保护国、不再给予越南支持，越南正式沦为法国殖民地；同年，便有由辅政大臣尊室说发起的反抗法国殖民统治的勤王运动。这场运动虽然最后在1895年失败，但激起了越南民族主义。
此后，又有潘佩珠、潘周桢、強㭽等资本主义者相继发动反法斗争。1930年，越南共产党成立，并逐渐壮大。1945年，胡志明发动八月革命，在河内发表《越南独立宣言》，越南正式宣布独立。1954年，根据新签署的《日内瓦会议》，越南的独立获得法国承认。

## 相關戰役
- 勤王運動
- 安沛起義
- 八月革命